# 大卫城

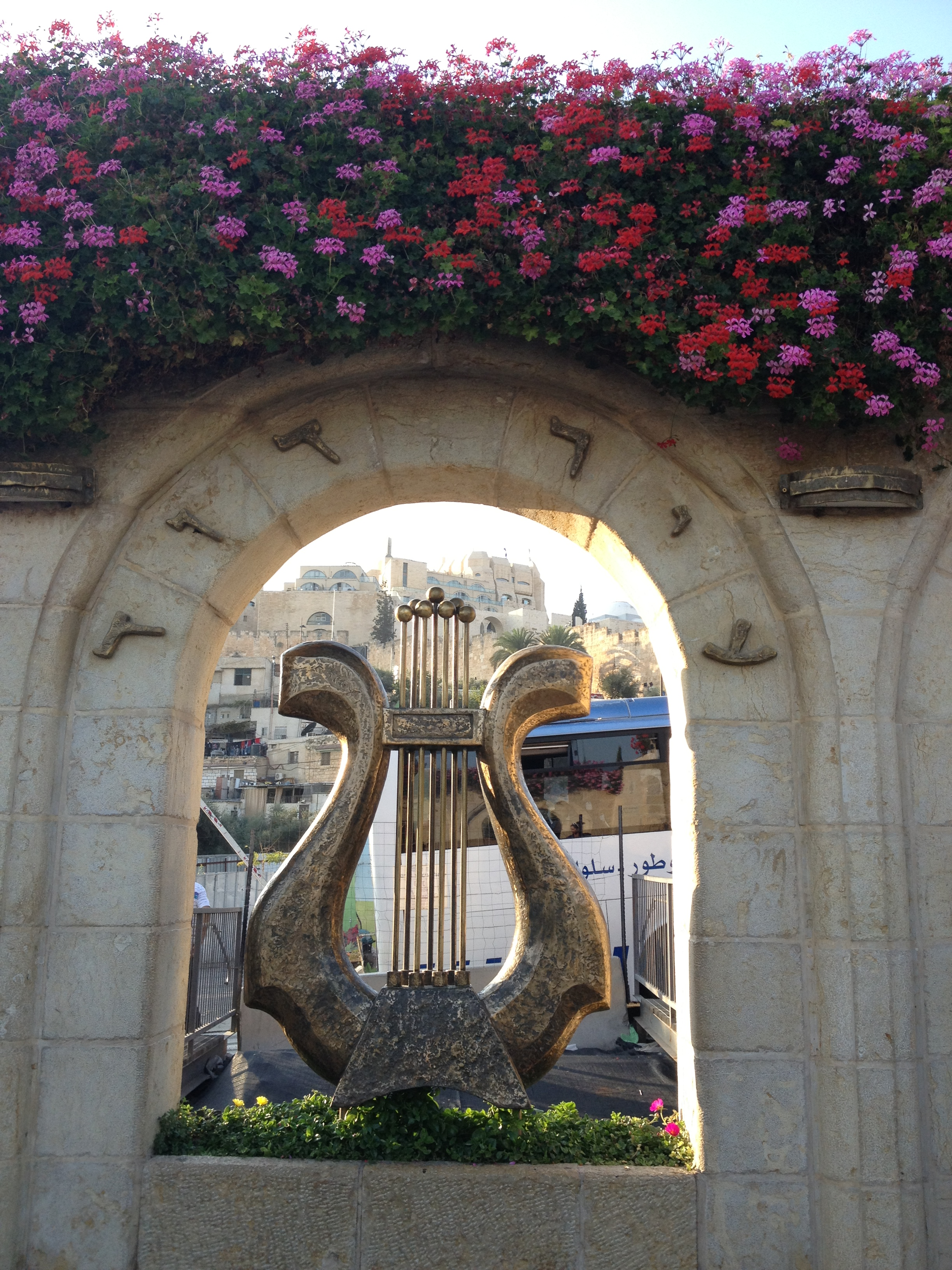

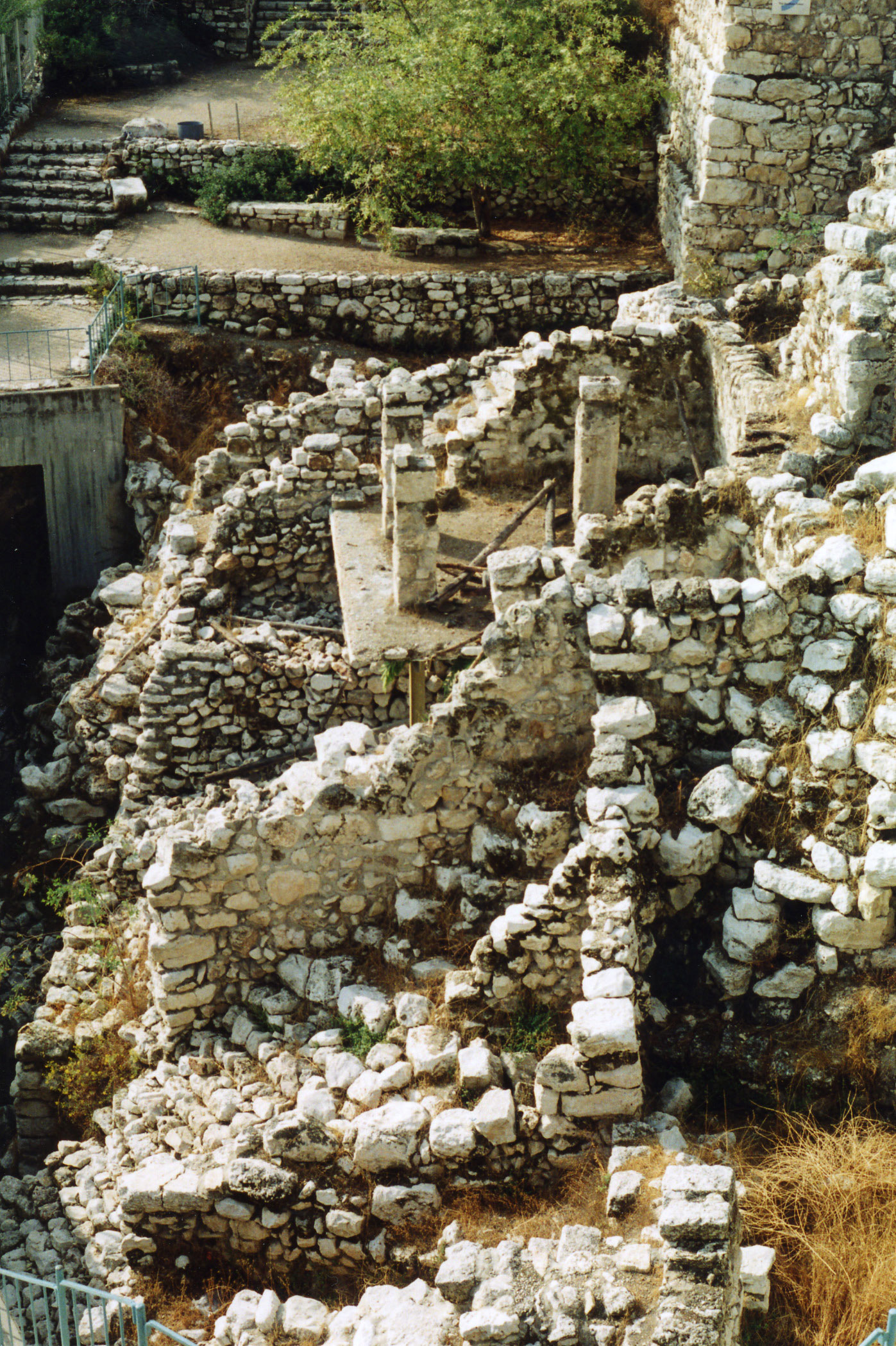
大衛城的城牆遺址，估計有約3000年歷史。

31°46′25″N 35°14′08″E / 31.77361°N 35.23556°E
大卫城（英語：City of David）是耶路撒冷的考古遗址。它在耶路撒冷旧城的墙的东南角附近，約建立於前1003年，至今已有超過3000年歷史。
这个地点的中心是以色列王國第二代大卫王及其後代的宫殿，并包括由猶太王国国王希西家建造的水隧道。
因位處於巴勒斯坦國約旦河西岸及作為猶太人宗教及歷史的發源地，此處成為以巴衝突的重大爭議之一。

## 参見
- 耶路撒冷旧城